# Gilsum
Gilsum és una població dels Estats Units a l'estat de Nou Hampshire. Segons el cens del 2000 tenia 777 habitants.

## Demografia
Segons el cens del 2000, Gilsum tenia 777 habitants, 310 habitatges, i 220 famílies. La densitat de població era de 18 habitants per km².
Dels 310 habitatges en un 26,5% hi vivien nens de menys de 18 anys, en un 58,7% hi vivien parelles casades, en un 8,7% dones solteres, i en un 29% no eren unitats familiars. En el 23,9% dels habitatges hi vivien persones soles el 6,5% de les quals corresponia a persones de 65 anys o més que vivien soles. El nombre mitjà de persones vivint en cada habitatge era de 2,48 i el nombre mitjà de persones que vivien en cada família era de 2,9.
Per edats la població es repartia de la següent manera: un 22,3% tenia menys de 18 anys, un 5% entre 18 i 24, un 30% entre 25 i 44, un 31,9% de 45 a 60 i un 10,8% 65 anys o més.
L'edat mediana era de 41 anys. Per cada 100 dones de 18 o més anys hi havia 104,1 homes.
La renda mediana per habitatge era de 43.359$ i la renda mediana per família de 50.469$. Els homes tenien una renda mediana de 35.150$ mentre que les dones 24.205$. La renda per capita de la població era de 20.955$. Entorn de l'1,9% de les famílies i el 7% de la població estaven per davall del llindar de pobresa.